# 135
135 рік — невисокосний рік, що почався в суботу за григоріанським календарем. 
Римська імперія •  Парфянське царство •  Кушанське царство •  Східна Хань •  Сармати

## Геополітична ситуація
Римську імперію очолює імператор Адріан (до 138). Імперія  займає Апеннінський, Піренейський та Балканський півострови, Галлію, частину Британії, Близький Схід, Північну Африку включно з Єгиптом. 
Наймогутніша держава центральної Азії — Парфянське царство. Наймогутніша держава Індостану — Кушанське царство. Династія Хань править у Китаї.  Корейський півострів ділять між собою Три корейські держави. 
Триває докласичний період цивілізації мая.
На території майбутньої України, в степах Причорномор'я, кочують сармати, північніше — племена Черняхівської культури.

## Події

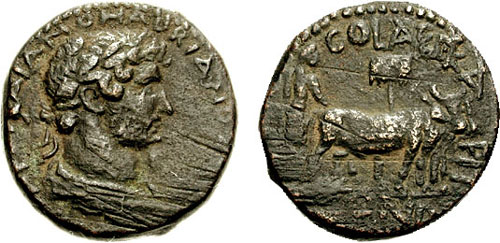
Пам'ятна монета про заснування міста Елія Капітоліна

- Римськими консулами були Тит Тутілій Лупірк Понтіан та Публій Кальпурний Атіліан Аттік Руф.
- Повстання в Юдеї під керівництвом Бар-Кохби зазнало поразки.
  - 9 серпня римляни розбили юдейське військо  при Бетарі. Бар-Кохба поліг у бою.
  - Повстання жорстоко придушено, вбито до 500 тис. юдеїв, тисячі продано в рабство[1].
  - Значна частина Єрусалиму зруйнована, на його місці заснована колонія римських ветеранів Елія Капітоліна[2] Замість Єрусалимського храму споруджено вівтар Юпітера. Юдея переназвана на Сирію-Палестину. Імператор Адріан заборонив юдеям жити в Юдеї. Вони не мали право увійти до Єрусалима до 638 року. Це знаменувало початок появи єврейської діаспори[2].
- Марк Єрусалимський став єпископом Елії Капітоліни (Єрусалима).
- Китайці та ухуані розбили сяньбі.

## Народились
- Іреней Ліонський — християнський святий (інша можлива дата народження — 140).

## Померли
- Під тортурами загинув юдейський філософ Рабі Аківа[3]